# 余爵
余爵（？—1642年），字天有，河南禹州梁北镇余楼村人。明末政治人物。

## 生平
天啓四年（1624年）乡试中举，崇祯元年（1628年）三甲第一百八十一名進士。崇祯四年（1631年），授撫寧縣知縣。政绩卓著，清查通县绝地一百一十余顷，变价六千五百余两，深得山海巡抚楊嗣昌賞識。以母喪归里。服丧期满，九年补山東章丘知县。崇祯十年（1637年），升任兵部职方司主事，调任员外郎，不久因病罢归。
杨嗣昌出督师，以余爵為参谋军事。嗣昌入川，余爵与张克俭同守襄阳。後來襄阳城陷，余爵脱走，追隨督师丁启睿，破敵於邓州。崇禎十四年十二月（1642年初），李自成陷许州，开封危急。余爵监左良玉军，战败被俘殺。其侄敦华同死。赠太仆少卿。

## 家族
祖籍江西省高安县，万历中迁许昌。

## 延伸阅读
[在维基数据编辑]
 《明史卷二百九十三》，出自《明史》

| 官衔          | 官衔                                            | 官衔          |
| ------------- | ----------------------------------------------- | ------------- |
| 前任： 李芳溏 | 明朝章丘縣知縣 崇祯九年-崇祯十年 1636年－1637年 | 繼任： 萬世顯 |